# Ariana Afghanistan TV

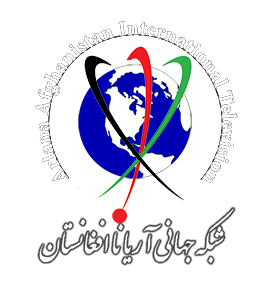
Ariana Afghanistan TV

Ariana Afghanistan TV é uma rede de televisão fundada em 2006, com sede em Orange, Califórnia, nos Estados Unidos. Possui afiliadas em Hamburgo, na Alemanha, e em Cabul, no Afeganistão.